# Unisono
Az unisono vagy uniszónó zenei műszó, a többszólamú zenében több hangnak a prímben vagy oktávpárhuzamban való együttcsengése, hogy a szólam hajszálra ugyanazt a dallamot játssza vagy énekli. Minden játékos vagy énekes azonos hangot, vagy szabadabban, legfeljebb egy oktávra egymástól, de ugyanazt a dallamot adják elő.

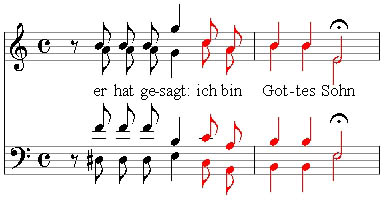
Példa: J. S. Bach: Máté-passió: piros: „Ich bin Gottes Sohn” - Itt minden vokális és hangszeres egységesen játszik

Példa: J. S. Bach: Máté-passió: Egy alkalommal teljesen unisono kórusrész hallható, amikor idézik Jézus bibliai szövegét: „Ich bin Gottes Sohn” (67. sz.).

## Etimológia
Összetett szó az olasz uni (= egy) és sono (= hang) szavakból, amely a latin unus és sonus szavakból ered.